# DSA-310
La DSA-310 es una carretera española perteneciente a la Red Primaria de la Diputación Provincial de Salamanca que une Matilla de los Caños del Río con la DSA-307 en La Sagrada.
Además pasa por las localidades de Villalba de los Llanos y Carrascal del Obispo, Sanchón de la Sagrada y La Sagrada.

## Recorrido
La carretera DSA-310 tiene su origen en Matilla de los Caños del Río en la intersección con la carretera SA-211, y termina en la localidad de La Sagrada en su intersección con la carretera DSA-307 formando parte de la Red de Carreteras de la Diputación de Salamanca.
| Matilla de los Caños del Río (Intersección con ) - La Sagrada (Intersección con ) | Matilla de los Caños del Río (Intersección con ) - La Sagrada (Intersección con ) | Matilla de los Caños del Río (Intersección con ) - La Sagrada (Intersección con ) | Matilla de los Caños del Río (Intersección con ) - La Sagrada (Intersección con ) | Matilla de los Caños del Río (Intersección con ) - La Sagrada (Intersección con ) | Matilla de los Caños del Río (Intersección con ) - La Sagrada (Intersección con ) | Matilla de los Caños del Río (Intersección con ) - La Sagrada (Intersección con ) | Matilla de los Caños del Río (Intersección con ) - La Sagrada (Intersección con ) | Matilla de los Caños del Río (Intersección con ) - La Sagrada (Intersección con ) | Matilla de los Caños del Río (Intersección con ) - La Sagrada (Intersección con ) | Matilla de los Caños del Río (Intersección con ) - La Sagrada (Intersección con ) |
| Esquema                                                                           | PK                                                                                | Sentido La Sagrada                                                                | Sentido La Sagrada                                                                | Sentido La Sagrada                                                                | Sentido La Sagrada                                                                | Sentido Matilla de los Caños del Río                                              | Sentido Matilla de los Caños del Río                                              | Sentido Matilla de los Caños del Río                                              | Sentido Matilla de los Caños del Río                                              | Incidencias                                                                       |
| Esquema                                                                           | PK                                                                                | Velocidad                                                                         | Elemento                                                                          | Salida                                                                            | Salida                                                                            | Salida                                                                            | Salida                                                                            | Elemento                                                                          | Velocidad                                                                         | Incidencias                                                                       |
| Esquema                                                                           | PK                                                                                | Velocidad                                                                         | Elemento                                                                          | Dir.                                                                              | Nombre                                                                            | Nombre                                                                            | Dir.                                                                              | Elemento                                                                          | Velocidad                                                                         | Incidencias                                                                       |
| --------------------------------------------------------------------------------- | --------------------------------------------------------------------------------- | --------------------------------------------------------------------------------- | --------------------------------------------------------------------------------- | --------------------------------------------------------------------------------- | --------------------------------------------------------------------------------- | --------------------------------------------------------------------------------- | --------------------------------------------------------------------------------- | --------------------------------------------------------------------------------- | --------------------------------------------------------------------------------- | --------------------------------------------------------------------------------- |
|                                                                                   | 0,0                                                                               |                                                                                   |                                                                                   | Vecinos                                                                           | Vecinos                                                                           | Vecinos                                                                           |                                                                                   |                                                                                   |                                                                                   |                                                                                   |
| Robliza de Cojos                                                                  | 0,0                                                                               |                                                                                   |                                                                                   |                                                                                   |                                                                                   |                                                                                   |                                                                                   |                                                                                   |                                                                                   |                                                                                   |
|                                                                                   | 0,3                                                                               |                                                                                   |                                                                                   | MATILLA DE LOS CAÑOS DEL RÍO                                                      | MATILLA DE LOS CAÑOS DEL RÍO                                                      | MATILLA DE LOS CAÑOS DEL RÍO                                                      | MATILLA DE LOS CAÑOS DEL RÍO                                                      |                                                                                   |                                                                                   |                                                                                   |
|                                                                                   | 3,8                                                                               |                                                                                   |                                                                                   | VILLALBA DE LOS LLANOS                                                            | VILLALBA DE LOS LLANOS                                                            | VILLALBA DE LOS LLANOS                                                            | VILLALBA DE LOS LLANOS                                                            |                                                                                   |                                                                                   |                                                                                   |
|                                                                                   | 4,1                                                                               |                                                                                   |                                                                                   | Sando Ciudad Rodrigo Salamanca                                                    | Sando Ciudad Rodrigo Salamanca                                                    | Sando Ciudad Rodrigo Salamanca                                                    | Sando Ciudad Rodrigo Salamanca                                                    |                                                                                   |                                                                                   |                                                                                   |
|                                                                                   | 4,2                                                                               |                                                                                   |                                                                                   | VILLALBA DE LOS LLANOS                                                            | VILLALBA DE LOS LLANOS                                                            | VILLALBA DE LOS LLANOS                                                            | VILLALBA DE LOS LLANOS                                                            |                                                                                   |                                                                                   |                                                                                   |
|                                                                                   | 8,3                                                                               |                                                                                   |                                                                                   | CARRASCAL DEL OBISPO                                                              | CARRASCAL DEL OBISPO                                                              | CARRASCAL DEL OBISPO                                                              | CARRASCAL DEL OBISPO                                                              |                                                                                   |                                                                                   |                                                                                   |
|                                                                                   | 8,3                                                                               |                                                                                   |                                                                                   |                                                                                   | Aldehuela de la Bóveda                                                            | Aldehuela de la Bóveda                                                            |                                                                                   |                                                                                   |                                                                                   |                                                                                   |
|                                                                                   | 8,3                                                                               | Vecinos Tamames                                                                   |                                                                                   |                                                                                   |                                                                                   |                                                                                   |                                                                                   |                                                                                   |                                                                                   |                                                                                   |
|                                                                                   | 8,8                                                                               |                                                                                   |                                                                                   | CARRASCAL DEL OBISPO                                                              | CARRASCAL DEL OBISPO                                                              | CARRASCAL DEL OBISPO                                                              | CARRASCAL DEL OBISPO                                                              |                                                                                   |                                                                                   |                                                                                   |
|                                                                                   | 11,1                                                                              |                                                                                   |                                                                                   | Aldehuela de la Bóveda                                                            | Aldehuela de la Bóveda                                                            | Aldehuela de la Bóveda                                                            | Aldehuela de la Bóveda                                                            |                                                                                   |                                                                                   |                                                                                   |
|                                                                                   | 11,7                                                                              |                                                                                   |                                                                                   | SANCHÓN DE LA SAGRADA                                                             | SANCHÓN DE LA SAGRADA                                                             | SANCHÓN DE LA SAGRADA                                                             | SANCHÓN DE LA SAGRADA                                                             |                                                                                   |                                                                                   |                                                                                   |
|                                                                                   | 11,9                                                                              |                                                                                   |                                                                                   |                                                                                   | La Sagrada                                                                        | La Sagrada                                                                        |                                                                                   |                                                                                   |                                                                                   |                                                                                   |
|                                                                                   | 11,9                                                                              | Berrocal de Huebra                                                                |                                                                                   |                                                                                   |                                                                                   |                                                                                   |                                                                                   |                                                                                   |                                                                                   |                                                                                   |
|                                                                                   | 11,9                                                                              | Carrascal del Obispo                                                              |                                                                                   |                                                                                   |                                                                                   |                                                                                   |                                                                                   |                                                                                   |                                                                                   |                                                                                   |
|                                                                                   | 12,0                                                                              |                                                                                   |                                                                                   | SANCHÓN DE LA SAGRADA                                                             | SANCHÓN DE LA SAGRADA                                                             | SANCHÓN DE LA SAGRADA                                                             | SANCHÓN DE LA SAGRADA                                                             |                                                                                   |                                                                                   |                                                                                   |
|                                                                                   | 15,8                                                                              |                                                                                   |                                                                                   | LA SAGRADA                                                                        | LA SAGRADA                                                                        | LA SAGRADA                                                                        | LA SAGRADA                                                                        |                                                                                   |                                                                                   |                                                                                   |
|                                                                                   | 16,3                                                                              |                                                                                   |                                                                                   | Berrocal de Huebra                                                                | Berrocal de Huebra                                                                | Berrocal de Huebra                                                                | Berrocal de Huebra                                                                |                                                                                   |                                                                                   |                                                                                   |
|                                                                                   | 16,3                                                                              |                                                                                   |                                                                                   | LA SAGRADA                                                                        | LA SAGRADA                                                                        | LA SAGRADA                                                                        | LA SAGRADA                                                                        |                                                                                   |                                                                                   |                                                                                   |
|                                                                                   | 21,700                                                                            |                                                                                   |                                                                                   |                                                                                   | San Muñoz                                                                         | San Muñoz                                                                         | San Muñoz                                                                         |                                                                                   |                                                                                   |                                                                                   |
|                                                                                   | 21,700                                                                            | Tamames                                                                           |                                                                                   |                                                                                   |                                                                                   |                                                                                   |                                                                                   |                                                                                   |                                                                                   |                                                                                   |